# ITunes Live from SoHo (мініальбом Linkin Park)
 iTunes Live from SoHo  — мініальбом гурту Linkin Park, який вийшов 4 березня 2008 року.. Включає виступ гурту Linkin Park на фестивалі iTunes у 2008 році в Нью-Йорку в SoHo Apple Store.

## Список композицій
CD
| ITunes Live from SoHo | ITunes Live from SoHo | ITunes Live from SoHo |
| #                     | Назва                 | Тривалість            |
| --------------------- | --------------------- | --------------------- |
| 1.                    | «Wake»                | 01:41                 |
| 2.                    | «Given Up»            | 03:31                 |
| 3.                    | «Shadow Of The Day»   | 04:19                 |
| 4.                    | «My December»         | 03:53                 |
| 5.                    | «In Pieces»           | 04:01                 |
| 6.                    | «Bleed It Out»        | 03:26                 |

## Учасники запису
- Честер Беннінґтон (Chester Charles Bennington) — вокал, ритм-гітара в Shadow of the Day
- Майк Шинода (Michael Kenji Shinoda) — вокал, клавішні, ритм-гітара
- Бред Делсон (Bradford «Big Bad Brad» Delson) — гітара
- Девід Фаррел (David Michael «Phoenix» Farrell) — бас-гітара
- Роберт Бурдон (Robert Phillip Bourdon) — ударні
- Джо Хан (Joseph Hahn) — програвач Technics SL-1200, семплер, ді-джей

Альбом містить акустичну версію My December — при цьому Майк Шинода виступив як клавішник, а Честер Беннінґтон як вокаліст.